# Ostindiska festen
Ostindiska festen började efter att Svenska Ostindiska Companiets fartyg från resorna till Kina återvänt till Göteborg.
Festerna kallades även för "hönsefester", eftersom pengarna till en del togs av de avgifter som erlades då man passerat ekvatorn, den s.k. "hönsningen". När man återkom till Göteborg samlades man antingen inne i staden eller på något värdshus i stadens utkant. Under festligheterna hölls noggrann vakt så att obehöriga inte trängde sig in. Efter frukost marscherade hela sällskapet till kompaniets magasin, där mönstring skedde under direktionens uppsikt. Sedan återvände man till värdshuset där festen fortsatte en hel vecka. Första dagen brukade man anordna dans, i övrigt åt man rejäla middagar och höll tal för kungahuset, kompanidirektörerna, skeppets officerare och tjänstemän. På sjunde dagen avslutade man med stort tack- och avskedskalas.